# NGC 3215
NGC 3215 is een balkspiraalstelsel in het sterrenbeeld Draak. Het hemelobject werd op 26 september 1802 ontdekt door de Duits-Britse astronoom William Herschel.

## Synoniemen
- UGC 5659
- Arp 181
- MCG 13-8-22
- VV 319
- ZWG 351,24
- KCPG 237B
- ZWG 350,55
- PGC 30840